# Кройц, Майкл
Майкл Кройц (англ. Michael Creutz; 24 ноября 1944, Лос-Аламос, Нью-Мексико, США) — американский физик. Научные работы относятся к следующим областям: теоретическая физика частиц, численное моделирование в квантовой теории поля, вычислительная физика.

## Биография
Кройц родился в 1944 году в Лос-Аламосе, Нью-Мексико. Его отец, Эдвард Кройц, также был физиком и работал над Манхэттенским проектом, чтобы помочь создать атомную бомбу во время рождения Майкла.
Кройц окончил университет с отличием со степенью бакалавра. Он получил степень магистра по физике в Калифорнийском технологическом институте в 1966 году. Он закончил аспирантуру в Стэнфордском университете в рамках стипендии NSF в 1970 году. Его диссертация была защищена в Стэнфордском центре линейных ускорителей, а его советником был известный физик Сидни Дрелл.
После окончания университета он вскоре работал научным сотрудником в SLAC, а затем перешел в Центр теоретической физики в Университете Мэриленда, Колледж-Парк, где он был товарищем с 1970—1972 гг. В 1972 году он присоединился к группе теории высоких энергий в Брукхейвенской национальной лаборатории, стал старшим физиком в 1985 году и был руководителем группы с 1984 по 1987 год. В 2003 году он стал адъюнкт-профессором в C. Институт теоретической физики Н. Янга в соседнем университете Стони.

## Исследования
Исследования Кройца охватывают широкий спектр тем в физике элементарных частиц и математической физике, но он наиболее известен своими работа над решеточной КХД. Его учебник 1983 года «Кварки, глюоны и решетки» был первым полноформатным учебником по решеточной КХД и считается классикой в этой области.
Кройц является членом Американского физического общества и в 2000 г. был лауреатом Премии Анисура Рахмана в области вычислительной физики «за первую демонстрацию того, что свойства КХД могут быть вычислено численно на решетке методами Монте-Карло, а затем для многочисленных вкладов в эту область». В 2009 г. он получил премию Гумбольдта за исследования.

### Книги
- Кварки, глюоны и решетки, М., Мир, 1987 г., 192 с.
- Quarks, Gluons and Lattices, Cambridge University Press 1983, 1985, ISBN 0-521-31535-2
- Feynman Rules for Lattice Gauge Theory, Reviews of Modern Physics 1978, S.561
- Microcanonical Monte Carlo simulation. Physical Review Letters, Bd. 50, 1983, S.1411-1414